# Ludwik IX Święty

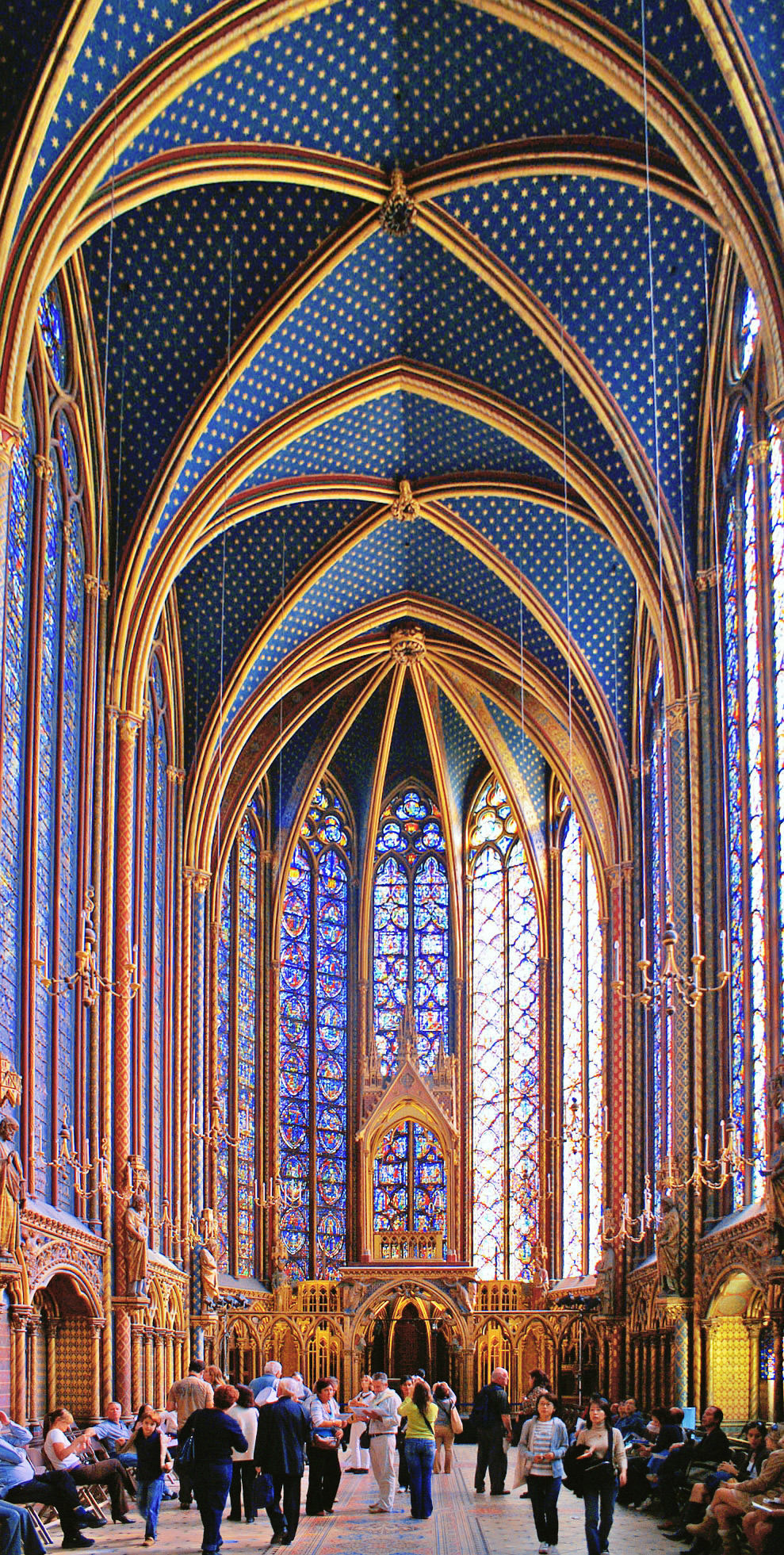
Paryska Sainte-Chapelle – fundacja Ludwika IX

Ludwik IX Święty (ur. 25 kwietnia 1214 w Poissy, zm. 25 sierpnia 1270 w Tunisie) – król Francji od 1226 (panował 44 lata), syn Ludwika VIII z dynastii Kapetyngów, święty Kościoła katolickiego. Organizator i uczestnik VI i VII wyprawy krzyżowej. Z uwagi na pozycję Ludwika IX na kontynencie europejskim, angielski kronikarz, Mateusz Paris, nazwał go „królem ziemskich królów”.
Objął władzę w wieku 12 lat po nagłej śmierci swojego ojca Ludwika VIII Lwa, władzę jako regentka objęła matka, Blanka Kastylijska. Okres regencji wypełniły bunty wasali i walki z albigensami na południu Francji. Samodzielne rządy objął w roku 1234. Ludwik był osobą bardzo religijną, prowadził życie zbliżone do mniszego, szczególną troską objął zakony żebracze, których był patronem. Za swój główny cel postawił sobie odbicie i ochronę Ziemi Świętej przed państwami muzułmańskimi i ochronę Królestwa Jerozolimskiego. W tym celu zorganizował dwie krucjaty – pierwsza uderzyła na Egipt, druga na Tunezję – jednak obie zakończyły się klęską. Po klęsce w Egipcie Ludwik dostał się do niewoli, Po wydostaniu się z niej spędził kilka lat w Królestwie Jerozolimskim, natomiast w czasie wyprawy do Tunezji poniósł śmierć.
Rozszerzył domenę królewską o hrabstwa Blois, Chartres i Sancerre, a także księstwa Normandii, Maine, Prowansji i Langwedocji. Zreformował administrację królewską – wprowadzając urząd inkwizytora i zmieniając rolę parlamentu paryskiego. Doprowadził do zakończenia długotrwałego sporu z królami angielskimi, po zwycięskiej bitwie pod Taillebourg podpisując długotrwały rozejm.

## Dzieciństwo
Ludwik był drugim synem Ludwika, syna króla Francji Filipa II Augusta, który po śmierci ojca został królem jako Ludwik VIII. Jego matką była Blanka, córka Alfonsa VIII króla Kastylii i Eleonory, córki Henryka II króla Anglii. Urodzony w seniorii ojca w Poissy 25 kwietnia 1214 roku młody Ludwik otrzymał imię po ojcu, został następcą tronu w wieku czterech lat, gdy zmarł jego starszy brat Filip. Ludwik wspominał często wpływ jaki w dzieciństwie wywarła na niego osoba dziadka Filipa Augusta. 23 lipca 1223 stary król jednak zmarł i ojciec Ludwika został królem, a młody Ludwik drugim w kolejności sukcesji. Jednak już wkrótce, po śmierci ojca 8 listopada 1226 roku, sam został królem.
Przed śmiercią Ludwik VIII sporządził testament, w którym oprócz przekazania korony i pełni władzy swemu najstarszemu synowi, przydzielił osobne działy (apanaże) swym pozostałym trzem synom: Robert otrzymał hrabstwo Artois, Jan hrabstwo Anjou i Maine, a Alfons Poitou i Owernię. Otrzymali je jednak dopiero po osiągnięciu odpowiedniego wieku – dwudziestu jeden lat. Po śmierci króla narodził się jeszcze jeden syn Karol, który po śmierci Jana przejął prawa do jego lenn. Król umierając w Montpensier w czasie powrotu z wyprawy przeciw katarom, nie rozstrzygnął kwestii regencji w czasie małoletności syna, wymógł jedynie przysięgę od wasali będących wówczas przy łożu śmierci (w tym od swego przyrodniego brata Filipa Rozczochranego (Hurepela), hrabiego Boulogne), aby byli wierni Ludwikowi, a gdy ten umrze Robertowi. Zaraz jednak po śmierci i pogrzebie (15 listopada) króla władzę przejęła wdowa Blanka Kastylijska.

## Regencja

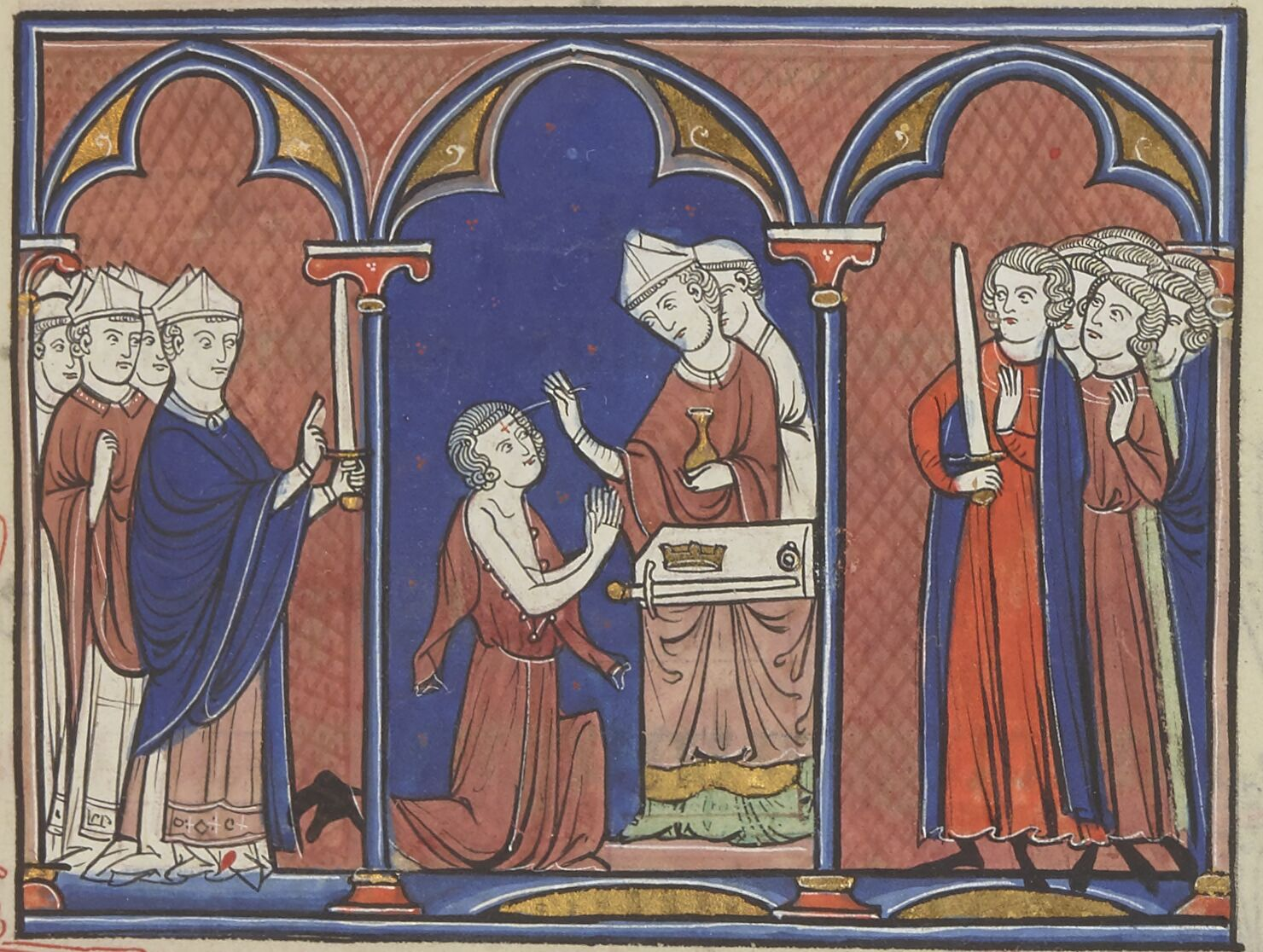
Król Ludwik IX podczas sakry

Ludwik pełnię władzy objął dopiero w 1235 roku, w wieku około dwudziestu dwóch lat. Jednak już 29 listopada 1226 roku (w 14 dni po pogrzebie ojca) został koronowany, a w następnym roku sam przyjmował hołdy wasali. Pierwszy okres rządów upłynął w cieniu matki, zaciekle zwalczającej buntujących się wasali. Najpilniejszym zadaniem na początku rządów regencji było zjednanie sobie największych możnych Francji.
Blanka i Ludwik, chcąc zjednać sobie względy stryja młodego władcy, Filipa Hurepela, nadali mu dwa zamki znajdujące się wewnątrz jego dóbr (Mortain i Lillebonne), a także hrabstwo Saint-Pol. Sytuacja Rozczochranego była o tyle szczególna, że nie dość, że niektórzy podważali jego prawe pochodzenie, to jego ziemie zostały wcześniej skonfiskowane Renaldowi z Boulogne, wciąż znajdującemu się w paryskim więzieniu. Jego śmierć na Wielkanoc 1227 roku poszerzyła pole manewru Filipa. Więcej szczęścia miał współwięzień Renalda Ferrand z Portugalii, który został zwolniony 6 stycznia tego roku. Po objęciu z powrotem hrabstwa Flandrii stał się wiernym sojusznikiem królowej.
Bardziej nieprzejednana była postawa trzech innych możnowładców – Tybalda IV, hrabiego Szampanii, Hugona X Czarnego z Lusignan, hrabiego La Marche, oraz Piotra Mauclerca (z rodu Dreux), hrabiego Bretanii. Na wiosnę 1227 roku powstał projekt serii małżeństw pomiędzy braćmi królewskimi Janem i Alfonsem oraz odpowiednio Jolantą córką Piotra bretońskiego i jedną z córek Hugona. Siostra Ludwika Izabela miała wyjść za jednego z synów hrabiego La Marche. Piotr Mauclerc miał otrzymać w zamian Angers, Le Mans, Baugé i Beaufort-en-Vallée. Wkrótce udało się zawrzeć rozejm z królem Anglii Henrykiem III oraz ułagodzić Tybalda IV.
Jednak baronowie zawiązali spisek w Corbeil, mający na celu pojmanie króla. Ich przywódcami zostali Piotr z Dreux i Filip z Boulogne. Młody król, osaczony w zamku Montlhéry, uratował się jedynie dzięki interwencji mieszczan paryskich. Nie był to koniec problemów, gdyż w 1229 roku Piotr Mauclerc złożył hołd królowi Anglii, a pozostali baronowie wypowiedzieli wojnę Tybaldowi IV, wiernemu sojusznikowi króla. Ludwik IX zwołał wyprawę, na którą nie stawiła się lub przysłała tylko małe oddziały większość możnych. Król odbił nadane Piotrowi trzy lata wcześniej miasta i zdobył jeszcze Bellême. Wkrótce na stronę króla przeszedł Hugo z Lusignan, a jego wojska zdobyły Clisson i obległy Ancenis. Henryk III, który przybył na pomoc wasalowi, zamknął się w Nantes i nie podejmował żadnych działań. Trzecia wyprawa z 1231 roku zakończyła się trzyletnim rozejmem w Saint-Aubin-du-Cormier.
Pokojem z Meaux-Paryża z 11 kwietnia 1229 roku, zakończyły się walki w Langwedocji. Na mocy porozumienia hrabia Tuluzy Rajmund VII zachował jedynie część swego hrabstwa. Natomiast papiestwo otrzymało markizat Prowansji (Hrabstwo Venaissin), królowi przypadła północna część hrabstwa, z miastem Albi, a córka Rajmunda Joanna miała wyjść za Alfonsa i wnieść mu w posagu okręg Tuluzy ze stolicą; była też jedyną spadkobierczynią Rajmunda, gdyby ten nie pozostawił męskiego potomka. Dodatkowo na mocy pokoju z Rajmundem Trencevalem, hrabią Carcassonne i Narbonne, królowi przypadło Carcassonne. Nowe nabytki, wraz z posiadanymi już wcześniej, pozwoliły utworzyć dwie nowe seneszalie: Carcassonne i Beaucaire.
W 1232 roku zmarł królewski brat Jan, jego posiadłości miały przypaść najmłodszemu Karolowi, trzy lata później zmarł czwarty syn Ludwika VIII Filip Dagobert, który nie doczekał się swojego nadziału. W 1233 zmarł Ferrand z Portugalii, w 1234 Filip Hurepel, a wkrótce po nim Piotr Mauclerc. W 1233 roku Tybald IV odziedziczył królestwo Nawarry, jednak ten sukces zrównoważyło ogromne odszkodowanie, jakie musiał wypłacić, na mocy królewskiego arbitrażu, swej kuzynce Alicji cypryjskiej, w zamian za zrzeczenie się roszczeń do Szampanii. Nie dysponując taką sumą pożyczył ją od króla, oddając mu w zamian Blois, Chartres, Sancerre i Châteaudun. Domena szampańska przestała tym samym okrążać ziemie królewskie.

## Samodzielne rządy
Ludwik IX swe panowanie rozpoczął od wprowadzenia reform, umacniających władzę królewską. Ujednolicił system monetarny w królestwie, zreorganizował i skutecznie nadzorował finanse, usprawnił też administrację państwa. Starając się rządzić sprawiedliwie, wprowadził kontrolę działalności urzędników królewskich, którą powierzył zakonnikom. W przypadku niesprawiedliwych decyzji, poszkodowani otrzymywali odszkodowanie, a nieuczciwi urzędnicy byli zwalniani. Ustanowił sądy królewskie, tak zwane parlamenty, do których można się było odwoływać od wyroków sądów feudalnych, w jakich zasiadali baronowie feudalni. Wprowadził zakaz pojedynków sądowych, noszenia broni i prowadzenia wojen prywatnych we Francji. Znacznie rozbudowały się miasta, które otrzymały przywileje komunalne i otaczane murami, odgrywały coraz większą rolę pod względem militarnym. W czasach panowania Ludwika IX upowszechniony został kodeks cechów rękodzielników i kupców – Livre des métiers – regulujący funkcjonowanie korporacji miejskich. Założył również w 1257 roku w Paryżu kolegium teologiczne, które zostało później nazwane Sorboną.

## Pokojowy król
Ludwik IX godził liczne spory między skłóconymi rodami szlacheckimi wewnątrz Francji, jak również spory międzynarodowe. Faktycznie doprowadził do zażegnania wzajemnych pretensji terytorialnych Francji z hiszpańską Aragonią i z panującą w Anglii dynastią Plantagenetów. Z królem Anglii Henrykiem III zawarł traktat paryski w 1258 r., na mocy którego powiększyły się nieco posiadłości angielskie we Francji, w zamian Henryk III złożył królowi Francji hołd lenny z księstwa Gujenny.
Ludwik IX był też głęboko religijny. Gdy w 1244 r. Jerozolima została ponownie opanowana przez Ajjubidów, zorganizował i sfinansował w 1248 r. kolejną VI wyprawę krzyżową dla obrony Ziemi Świętej. Brało w niej udział prawie wyłącznie rycerstwo francuskie, które poprowadził osobiście. Choć krucjata zakończyła się klęską, a sam Ludwik IX przez pewien czas pozostawał w niewoli egipskiej, to gdy wrócił w 1254 r. uznany został za największego wśród monarchów Europy obrońcę chrześcijaństwa.
Wspierał zakony, zwłaszcza żebraczy zakon franciszkanów, współcześnie utworzony przez pokutnika Franciszka z Asyżu, który głosił ideały ubóstwa i ascezy, oraz Zakon Rycerzy św. Łazarza opiekujący się trędowatymi. Król kolekcjonował również relikwie, wśród których była korona cierniowa Chrystusa, jaką otrzymał w podarunku od cesarza Konstantynopola Baldwina II. Celem jej przechowania kazał zbudować w Paryżu dwukondygnacjową kaplicę Sainte-Chapelle, uznawaną za jedno z najważniejszych arcydzieł architektury stylu gotyckiego.

## Wyprawa krzyżowa
W latach 1248–1250 wziął udział w VI krucjacie, podjętej na wieść o zdobyciu Jerozolimy przez Chorezmijczyków w 1244 roku. Zakończyła się ona klęską, Ludwik dostał się do niewoli w okolicy miasta Mansura w roku 1249, wypuszczony został po zapłaceniu olbrzymiego okupu, jednak już w 1270 roku zorganizował następną wyprawę. Tym razem lądowano w Tunisie, licząc na pomoc tamtejszego sułtana. Jednak oczekiwania te się nie spełniły i wyprawa zakończyła się epidemią wśród krzyżowców. 25 sierpnia 1270 ofiarą epidemii padł również sam król. Według tradycji była to dżuma, jednak współcześnie wskazuje się raczej na dyzenterię. Po jego śmierci armia krzyżowców powróciła do Europy. Koronę po Ludwiku IX przejął jego syn, Filip III Śmiały (1270–1285). 4 sierpnia 1297 roku w Orvieto papież Bonifacy VIII ogłosił decyzję o kanonizacji władcy, a 11 sierpnia - bullę kanonizacyjną Gloria laus. Kazanie podczas uroczystości wygłosił kard. Matteo d’Acquasparta. Wspomnienie liturgiczne obchodzone jest 25 sierpnia.

## Związki z zakonami mendykanckimi
Ludwik Święty był bardzo blisko związany z nowymi zakonami mendykanckimi – dominikanami i franciszkanami. Sprzyjał ich rozwojowi, wspomagał w ich wysiłkach, fundował klasztory, większość jego otoczenia wywodziła się z zakonów żebraczych. Naśladował zakonników w życiu codziennym, praktykując ascezę, chciał by dwaj z jego synów wstąpili do obu zakonów, sam jednak nigdy nie uczynił tego kroku, wedle legendy z racji tego, że nie mógł się zdecydować między dominikanami a franciszkanami. W późniejszym okresie wśród Andegawenów neapolitańskich zrodziła się legenda o przynależności Ludwika do tercjarzy, wedle hipotezy Colette Beaune miał to na celu skojarzenie Ludwika IX z Ludwikiem biskupem Tuluzy, franciszkaninem należącym do tego rodu i kanonizowanym w 1317 roku. Około 1330 roku Giotto, związany z Andegawenami, namalował w kaplicy Bardi w Santa-Croce we Florencji Ludwika Świętego w stroju tercjarza franciszkańskiego, towarzyszącego Ludwikowi z Tuluzy. Pod wpływem rozwijającej się legendy i kultu, wspieranego przez samych franciszkanów, w 1547 roku papież Paweł III oficjalnie uznał Ludwika Świętego tercjarzem.

## Potomstwo
Ożenił się z Małgorzatą Prowansalską, córką Rajmunda Berengara IV, hrabiego Prowansji, i Beatrycze Sabaudzkiej. Miał z nią kilkanaścioro dzieci:
- Blanka (4 grudnia 1240 – 29 kwietnia 1243)
- Izabela (2 marca 1241 – 17 kwietnia 1271), żona Tybalda V, hrabiego Szampanii i króla Nawarry
- Ludwik (21 września 1243 – 13 stycznia 1259)
- Filip III Śmiały (1245-1285)
- Jan (1247 – 10 marca 1247)
- Jan Tristan (1250-1270)
- Piotr I d’Alençon (1251 – 6 kwietnia 1284)
- Blanka (1253 – 17 czerwca 1320), żona Ferdynanda de la Cerda
- Małgorzata (1255-1271), żona Jana I Zwycięskiego, księcia Brabancji
- Robert de Clermont (1256-1318)
- Agnieszka (1268 – 19 grudnia 1327), żona Roberta II, księcia Burgundii